# Acosmetoptera
Acosmetoptera é um gênero de mariposa pertencente à família Lasiocampidae. O gênero foi descrito por Yves de Lajonquière em 1972.

## Espécies
- Acosmetoptera anacardia
- Acosmetoptera apicimacula (de Lajonquière, 1970)
- Acosmetoptera apimacula de Lajonquière, 1970
- Acosmetoptera ecpluta de Lajonquière, 1972
- Acosmetoptera nubenda de Lajonquière, 1972
- Acosmetoptera phela de Lajonquière, 1972
- Acosmetoptera raharizoninai de Lajonquière, 1970